# Unas-ank
Unas-ank ("Unas živi") bio je princ drevnoga Egipta 5. dinastije, jedini sin faraona Unasa. Bio je krunski princ, ali nije postao faraon.

## Životopis
Unas-ank je bio jedini sin faraona Unasa, zadnjeg vladara 5. dinastije. Majka mu se zvala Nebet. Bio je svećenik božice Ma'at, koja predstavlja red i istinu. Bio je i nadglednik Gornjeg Egipta.
Da je Unas-ank poživio, naslijedio bi oca. Međutim, umro je prije njega, pa je Unasa naslijedio Teti, Unas-ankov šurjak, muž njegove sestre Iput. 
Unas-ank pokopan je u Sakari.